# Райгородська сільська рада (Немирівський район)
| Райгородська сільська рада — колишній орган місцевого самоврядування у Немирівському районі Вінницької області з адміністративним центром у с. Райгород. Сільській раді підпорядковані населені пункти: - с. Райгород - с. Нижча Кропивна - с. Слобідка |

## Склад ради
Рада складається з 16 депутатів та голови.

## Керівний склад сільської ради
| ПІБ                            | Основні відомості                                            | Дата обрання | Дата звільнення |
| ------------------------------ | ------------------------------------------------------------ | ------------ | --------------- |
| Олексієнко Костянтин Юхимович  | Сільський голова, 1947 року народження, освіта, безпартійний | 26.03.2006   | 01.02.2008      |
| Мовчан Павло Кирилович         | Сільський голова, 1961 року народження, освіта, безпартійний | 01.06.2008   | 31.10.2010      |
| Олійник Віталій Петрович       | Сільський голова, 1956 року народження, освіта вища          | 31.10.2010   | 29.12.2016      |
| Махиня Костянтин Костянтинович | Сільський голова, 1964 року народження, освіта вища          | 29.12.2016   |                 |

Примітка: таблиця складена за даними джерела